# یاسین بن المحانی
یاسین بن المحانی (انگلیسی: Yasin Ben El-Mhanni؛ زادهٔ ۲۶ اکتبر ۱۹۹۵) بازیکن فوتبال اهل بریتانیا است.
از باشگاه‌هایی که در آن بازی کرده‌است می‌توان به باشگاه فوتبال نیوکاسل یونایتد اشاره کرد.